# Nokere Koerse 2003
La Nokere Koerse 2003, cinquantottesima edizione della corsa, si svolse il 19 marzo per un percorso di 193 km, con partenza a Oudenaarde ed arrivo a Nokere. Fu vinta dall'olandese Matthé Pronk della squadra Bankgiroloterij Cycling Team davanti allo svedese Magnus Bäckstedt e al belga Hendrik Van Dyck.

## Ordine d'arrivo (Top 10)
| Pos. | Corridore        | Squadra                      | Tempo    |
| ---- | ---------------- | ---------------------------- | -------- |
| 1    | Matthé Pronk     | Bankgiroloterij Cycling Team | 4h24'00" |
| 2    | Magnus Bäckstedt | Team Fakta                   | s.t.     |
| 3    | Hendrik Van Dyck | Palmans-Collstrop            | s.t.     |
| 4    | Dave Bruylandts  | Marlux-Wincor Nixdorf        | s.t.     |
| 5    | Bert De Waele    | Landbouwkrediet-Colnago      | s.t.     |
| 6    | Pieter Vries     | Bankgiroloterij Cycling Team | s.t.     |
| 7    | Aurélien Clerc   | Quick Step                   | s.t.     |
| 8    | Rudi Kemna       | Bankgiroloterij Cycling Team | s.t.     |
| 9    | Tom Steels       | Landbouwkrediet-Colnago      | s.t.     |
| 10   | Danny Daelman    | Palmans-Collstrop            | s.t.     |